# Reinhard-Heydrich-Stiftung
Die Reinhard-Heydrich-Stiftung wurde als Reichsstiftung für wissenschaftliche Forschung am 25. Juli 1942 in Prag gegründet. Sie war nach dem Stellvertretenden Reichsprotektor in Böhmen und Mähren Reinhard Heydrich benannt, der knapp zwei Monate vorher Opfer eines Attentats geworden war. Die Stiftung hatte laut Satzung offiziell die Aufgabe „Erforschung der völkischen, kulturellen, politischen und wirtschaftlichen Verhältnisse Böhmens und Mährens sowie der Völker im ost- und südosteuropäischen Raum“ und stand von Anfang an unter starkem Einfluss der SS.

## Vorgeschichte, Zielsetzung und Aufbau
Im Münchner Abkommen vom 29. September 1938 musste die Tschechoslowakei das Sudetenland an das Deutsche Reich abtreten. Ein halbes Jahr später besetzten im März 1939 Truppen der Wehrmacht die Rest-Tschechei und das NS-Regime errichtete das Protektorat Böhmen und Mähren. Zunächst stand die wirtschaftliche Ausnutzung der tschechischen Industrie und ihrer Arbeiter für die deutsche Kriegsindustrie im Vordergrund. Bereits im Folgejahr 1940 konkretisierten sich Pläne, die wissenschaftlichen Einrichtungen des Protektorats unter deutsche Verwaltung zu bringen und die nach Kriegsende geplante Germanisierung „wissenschaftlich“ vorzubereiten. Diese Aufgabe sollte ein sogenanntes „Ost- bzw. Südostforschungsinstitut“ in Prag übernehmen.
Wilhelm Saure, seit 1940 Rektor der deutschen Karl-Ferdinands-Universität und seit September 1940 auch „Sonderbeauftragter des Reichsprotektors für die slawischen wissenschaftlichen Einrichtungen in Prag“, verwaltete auch die im November 1939 nach Unruhen geschlossenen tschechischen wissenschaftlichen Einrichtungen im Protektorat. Nach seinen Vorstellungen sollte sich eine Stiftung zur „wissenschaftlichen Erforschung der geistigen, kulturellen und wirtschaftlichen Beziehungen zwischen dem Deutschen Reich und den verschiedenen slawischen Völkern“ vor allem mit den Fragen der Germanisierung der böhmischen Länder beschäftigen, einem besonderen Anliegen Saures als Repräsentanten des Rasse- und Siedlungshauptamtes (RuSHA).
Der ab Ende September 1941 im Amt befindliche stellvertretende Reichsprotektor Heydrich bezeichnete im Hinblick auf die Bedeutung der Rüstungsindustrie im Protektorat die „Aufrechterhaltung von Ruhe und Ordnung als Nahziel der deutschen Besatzungspolitik und die Germanisierung der tschechischen Bevölkerung als Fernziel“. Dafür verlangte er vom Forschungsinstitut eine „rassische Bestandsaufnahme“, denn die Germanisierung war nur für „rassisch geeignete“ Tschechen vorgesehen. Heydrich entzog die Stiftungsplanungen dem RuSHA, unterstellte sie der Amtsgruppe für Volkstum (III B) des eigenen Reichssicherheitshauptamtes (RSHA) und beauftragte Hans Joachim Beyer mit der Durchführung. Saure verließ daraufhin Prag.
Hans Joachim Beyer hatte Geschichte, öffentliches Recht und Volkstumswissenschaften studiert und war 1933 in die SA, 1936 in die NSDAP und 1938 in den Sicherheitsdienst (SD) der SS eingetreten. 1940 zum SS-Obersturmführer befördert, marschierte er im Juni 1941 mit der Einsatzgruppe C in Galizien ein, erstellte Listen von polnischen Intellektuellen und nahm an Erschießungen teil. Im Februar 1942 übernahm er an der Karls-Universität den Lehrstuhl für „Volkslehre und Nationalitätenkunde Osteuropas“ und kümmerte sich um den organisatorischen Aufbau der Stiftung, der erst im Mai 1943 mit der Ernennung der Institutsdirektoren abgeschlossen wurde. Nach dem Attentat auf Heydrich im Mai 1942 wurde die bislang namenlose Einrichtung offiziell Reinhard-Heydrich-Stiftung benannt. Beyer erhielt für seine Arbeit am Aufbau der Stiftung die Beförderung zum SS-Hauptsturmführer (September 1942) und das Kriegsverdienstkreuz zweiter Klasse (1943).
Leiter der Stiftung wurde Alfred Buntru. Der Wasserbauingenieur Buntru (Mitglied der NSDAP seit 1937 und der SS seit 1938 und im Auftrag des SD tätig) lehrte von 1928 bis 1936 an der Technischen Hochschule Prag und war 1935/36 deren Rektor. Nach einer Zwischentätigkeit als ordentlicher Professor für Wasserbau an der Technischen Hochschule Aachen (1936 bis 1939 deren Rektor) und Spitzeldiensten für den SD war er von 1939 bis 1945 erneut Professor an der TH Prag (zwischen 1940 und 1945 wiederum als Rektor). 1942/43 wurde er zusätzlich zum kommissarischen Rektor der Landwirtschaftlichen Hochschule Tetschen-Liebwerd und der Deutschen Karls-Universität in Prag berufen. Zudem war Buntru Leiter der Reinhard-Heydrich-Stiftung. 1943 ernannte man ihn zum Gaudozentenführer Sudetenland und 1944 zum stellvertretenden Reichsdozentenführer. Zu dieser Zeit war er als SS-Oberführer Vertrauter des sudetendeutschen Politikers und SS-Obergruppenführers Konrad Henlein.

## Struktur und Tätigkeit
Die Stiftung war eng an die deutsche Universität in Prag angebunden und bestand aus acht Instituten unter anderem für
- „Europäische Völkerkunde und Völkerpsychologie“ unter der Leitung von Hans Joachim Beyer und Rudolf Hippius,
- „Sozialanthropologie und Volksbiologie“ unter Karl Valentin Müller,[3]
- „Osteuropäische Geistesgeschichte“ unter Eduard Winter,
- „Deutsches Recht in Ostmitteleuropa“ unter Wilhelm Weizsäcker und Franz Laufke,
- „Volkskunde Böhmens“ unter Josef Hanika und Edmund Schneeweis,
- „Landesgeschichte Böhmens und Mährens“ unter Heinz Zatschek, später Anton Ernstberger,[4]
- „Tschechische Sprache und Literatur“ unter Eugen Rippl,
- „Volkswirtschaft“ unter Ferdinand Ulmer (ab Juli 1944),
- „Volkslied und Volksmusik“ unter Gerhard Gesemann,[5]
- „Orientalisches Institut“ unter Adolf Grohmann.[6]

Die Institutsleiter waren alle Dozenten an der deutschen Universität und übten eine Doppelfunktion aus. Sie lehrten an der Universität und forschten in der Stiftung und stellten ihre Ergebnisse den nationalsozialistischen Behörden in Prag und Berlin zur Verfügung.
Hans Joachim Beyer war zwar nicht formal der Chef der Heydrich-Stiftung, bestimmte aber neben seiner Institutsleitung auch die wissenschaftliche inhaltliche Ausrichtung der gesamten Einrichtung.
Als Leitlinie der „Tschechenkundliche Forschungen“ zur „Germanisierung“ galt die Entnationalisierung und Entpolitisierung der Bevölkerung. Der jahrhundertealte deutsche Einfluss sollte möglichst in allen Bereichen nachgewiesen und die Bedeutung der tschechischen Bevölkerung als ethnische Einheit zurückgedrängt werden. Zusätzlich wollte man damit auch nachträglich die Besetzung Böhmens und Mährens legitimieren. Zum leichteren Eliminieren der tschechoslowakischen Nationalität hatte man den slowakischen Landesteil als deutschen Satellitenstaat (Erste Slowakische Republik) abgetrennt und den tschechischen in die beiden historischen Landesteile Böhmen und Mähren separiert.

## Ausweitung des Tätigkeitsfeldes
Der Sicherheitsdienst der SS war als Hauptnutznießer der Konzepte und Forschungen auch an Arbeiten über das Protektorat Böhmen und Mähren hinaus interessiert, so insbesondere für seine Umvolkungstheorien, die im weiteren Verlauf des Krieges bei der Besetzung anderer osteuropäischer Gebiete wie Jugoslawien und Ukraine Bedeutung erlangten. Dies führte zu einer Ausweitung des Tätigkeitsfeldes der Reinhard-Heydrich-Stiftung und hatte Bedeutung für viele wissenschaftliche Mitarbeiter, die die in den Instituten entwickelten Germanisierungsmethoden und -verfahren dort einbringen konnten. So befasste sich zum Beispiel Eduard Winter mit der orthodoxen Kirche, was dann wertvolle Argumente für die Besatzungs- und Unterdrückungspolitik in der Ukraine lieferte.
In Anpassung an den Kriegsbedarf wurden gegen Ende einige Institute geschlossen, einige konnten aber weiterarbeiten. Es galt immer die Regel, kriegswichtige Arbeiten fortzusetzen. In der sich zuspitzenden Kriegslage im Laufe des Jahres 1944 befasste sich die Stiftung mit der „Bolschewismusforschung“. Dabei sollte auch die Bevölkerung der von den Deutschen besetzten Länder für einen gemeinsamen europäischen Abwehrkampf gegen die Sowjetunion mobilisiert werden.

## Nach dem Zweiten Weltkrieg
Der Sicherheitsdienst der SS hatte in Prag in der Reinhard-Heydrich-Stiftung die aktivsten NS-Volkstumskämpfer zusammengebracht.
Die Beteiligung an den Umvolkungs- und Germanisierungsplänen hatte aber nach dem Krieg für die Forscher keine Nachteile, denn fast alle durften in Deutschland weiter an Hochschulen und in der Wissenschaft tätig werden und übergangslos ihre Karrieren fortsetzen. Dies ist ein weiteres Beispiel für die Kontinuitäten von NS-Eliten in beiden deutschen Nachkriegsstaaten.
- Hans Joachim Beyer (1908–1971) als ordentlicher Professor an der pädagogischen Hochschule in Flensburg.
- Karl Valentin Müller (1896–1963), baute 1946 mit Unterstützung des niedersächsischen Kultusministers Adolf Grimme in Hannover ein „Institut für Begabtenforschung“ (seit 1949 Institut für empirische Soziologie) auf und war darüber hinaus an der Akademie für Raumforschung und Landesplanung tätig. 1955 Lehrstuhl für Soziologie und Sozialanthropologie an der Hochschule für Wirtschafts- und Sozialwissenschaften Nürnberg. Berufung als sogenannter „131er-Professor“ („heimatvertriebenen Hochschullehrer“ nach Art. 131 Grundgesetz). 1954 bis 1959 Generalsekretär des Institut International de Sociologie und zugleich Vorstandsmitglied der Deutschen Gesellschaft für Bevölkerungswissenschaften. Müller pflegte weiter Kontakte zu Funktionären der NS-Zeit. Richard Korherr, Verfasser des Korherr-Berichtes zur „Endlösung der Judenfrage“, ehemals leitender wissenschaftlicher Mitarbeiter und Vertrauter des „Reichsführers SS“ Heinrich Himmler, hatte vom Wintersemester 1959/60 bis Sommersemester 1962 einen Lehrauftrag für „Methoden der empirischen Sozialforschung“ und Demographie an der Hochschule für Wirtschafts- und Sozialwissenschaften an Müllers Lehrstuhl inne.
- Wilhelm Saure (1899–1951) war 1950/1951 Mitglied des Hessischen Landtags.
- Eduard Winter (1896–1982): 1947 Lehrstuhl für Osteuropäische Geschichte an der Martin-Luther-Universität Halle-Wittenberg und 1948 bis 1951 ihr Rektor. Von 1951 bis zu seiner Emeritierung 1966 lehrte er an der Humboldt-Universität zu Berlin und leitete dort das Institut für Geschichte der Völker der UdSSR. Ab 1955 ordentliches Mitglied der Deutschen Akademie der Wissenschaften zu Berlin und leitete dort von 1955 bis 1959 die Historische Abteilung des Instituts für Slawistik, von 1956 bis 1959 die Arbeitsgruppe Geschichte der slawischen Völker am Institut für Geschichte und von 1961 bis 1965 die Arbeitsstelle für deutsch-slawischen Wiss.-Beziehungen. 1963 zunächst korrespondierendes und vier Jahre später ordentliches Mitglied der Académie internationale d’histoire des sciences in Paris.
- Wilhelm Weizsäcker (1886–1961): arbeitete 1945 bis 1949 in München als Rechts- und Verwaltungsberater des Hauptausschusses für Flüchtlinge und Ausgewiesene in Bayern und für die Sudetendeutsche Wirtschaftshilfe. 1948 von der Münchner Spruchkammer X gegen eine Geldbuße von 300,- DM als „Mitläufer“ entnazifiziert. Mitarbeiter des Deutschen Rechtswörterbuchs. 1950 Honorarprofessor in Heidelberg. Engagements im Adalbert-Stifter-Verein, dem „Ostdeutschen Kulturrat“, in der „Historischen Kommission der Sudetenländer“, in der „Pfälzischen Gesellschaft zur Förderung der Wissenschaften“, im Collegium Carolinum und im Herder-Forschungsrat. Bildete mit dem Johann Gottfried Herder-Forschungsrat in Marburg ein Wissenschaftsnetzwerk gemeinsam mit Bruno Schier, Eugen Lemberg, Hermann Aubin, Josef Hanika und Kurt Oberdorffer. Erhielt er 1955 das Verdienstkreuz des Verdienstordens der Bundesrepublik Deutschland. Erhielt 1958 nach § 78a des Gesetzes zur Regelung der Rechtsverhältnisse in Heidelberg die Rechtsstellung eines emeritierten ordentlichen Professors.
- Josef Hanika († 1963 in München) wurde von einem tschechischen Kommando verhaftet, kam in ein Arbeitslager und wurde nach Bayern abgeschoben. 1948 Geschäftsführer des Bayerischen Landesvereins für Heimatpflege in München; begründete 1950 das Institut für Kultur- und Sozialforschung; erhielt 1951 einen Lehrauftrag und wurde 1955 außerordentlicher Professor und 1959 ordentlicher Professor für deutsche und vergleichende Volkskunde an der Ludwig-Maximilians-Universität in München; Mitglied zahlreicher wissenschaftlicher Vereinigungen.
- Edmund Schneeweis († 1964 in Berlin): Nach Kriegsende zunächst Dolmetscher und Studienrat in Glauchau; 1946 Professor der slawischen Philologie an der Universität Rostock und ab 1950 an der Humboldt-Universität zu Berlin; 1955 emeritiert, lehrte bis 1962 in Berlin weiter.
- Franz Laufke († 1984 in Würzburg): Nach Entlassung aus der Kriegsgefangenschaft zunächst Privatgelehrter und Nachtwächter; 1948 Lehrstuhl in Kiel (kommissarische Vertretung); 1949 Privatdozent an der Julius-Maximilians-Universität Würzburg; kurz darauf dort Lehrstuhl für Handels-, Bürgerliches und Zivilprozessrecht.
- Heinz Zatschek († 1965 in Friedrichshafen): Zatschek kehrte nach Österreich zurück, wurde 1955 Dozent an der Universität Wien und war von 1957 bis zu seinem Ableben 1965 Direktor des Heeresgeschichtlichen Museums in Wien.
- Anton Ernstberger († 1966 in Erlangen): Flüchtete 1945 aus einem tschechischen Internierungs- und Arbeitslager nach Bayern, unterrichtete an den Philosophisch-theologischen Hochschulen Regensburg und Bamberg und war von 1947 bis 1961 ordentlicher Professor für neuere und neueste Geschichte an der Universität Erlangen, wo er 1954 und 1955 als Dekan der philosophischen Fakultät wirkte. 1955 wurde er Mitglied der Bayerischen Akademie der Wissenschaften in München.
- Alfred Buntru († 1974 in Aachen): Mit Hilfe von Entlastungsschreiben für sein persönliches Entnazifizierungsverfahren erhielt er 1949 in Aachen erneut einen Lehrauftrag für Gewässerkunde, gewerblichem Wasserbau und Hydraulik, den er bis zu seiner Emeritierung 1962 ausübte. 1958 hatte man ihn zum Ehrensenator der RWTH Aachen ernannt.